# Karlo Mrazović
Karlo - Gašpar Mrazović (šp. Carlos Ortega, Mursko Središće, 26. listopada 1902. – Zagreb, 23. rujna 1987.), hrvatski politički radnik, predsjednik Prezidija Sabora NR Hrvatske od 15. listopada 1949. do 1952.
Godine 1918. sudjeluje u oslobađanju Međimurja, a već iduće godine, 1919., sudjeluje u komunističkoj revoluciji i obrani Mađarske kao sovjetske republike. Od 1927. biva članom Komunističke partije Jugoslavije. Nakon pohađanja Komunističkog sveučilišta u Moskvi, tijekom 1936. se bori u Internacionalnim brigadama u Španjolskoj, da bi godinu kasnije bio teško ranjen. U Zagrebu je 1939. kao komunist uhvaćen i odveden u Lepoglavu, da bi bio pušten u proljeće 1940.
Tijekom Drugog svjetskog rata, bio je jedan od organizatora oružanog ustanka u Slavoniji 1941., zapovjednik Prvog slavonskog partizanskog odreda, član Glavnog štaba NOV i PO Hrvatske i ostalo. Biran je za vijećnika AVNOJ-a i bio član Predsjedništva ZAVNOH-a.
Poslije rata, bio je zastupnik u Saboru NR Hrvatske i Skupštini Jugoslavije. Nakon smrti Vladimira Nazora 1949., preuzeo je dužnost predsjednika Prezidija Sabora NRH, dužnost koju je obavljao do 1952. godine. Biran je za člana CK SKJ.
Radio je kao veleposlanik FNRJ u SSSR-u, Mađarskoj, Meksiku, Kubi, Kostarici, Hondurasu i Panami.